# 第二次梧州戰鬥
梧州戰鬥發生於1923年7月18日，地點則是在中國梧州戰鬥。是北洋政府時期內戰之一，交戰兩方為沈鴻英及魏邦平，最後，攻擊之魏邦平軍獲勝並佔領廣西梧州。